# 1995 WA2
1995 WA2 är en asteroid i huvudbältet som upptäcktes den 18 november 1995 av den japanska astronomen Takao Kobayashi vid Ōizumi-observatoriet.